# Distretto di Bruck an der Leitha
Il distretto di Bruck an der Leitha è uno dei distretti della Bassa Austria, in Austria.

## Geografia antropica
Il distretto si suddivide in 33 comuni, di cui 5 con status di città e 14 con diritto di mercato. Ogni comune comprende a sua volta i propri comuni catastali (Katastralgemeinden), corrispondenti grossomodo a delle frazioni.

### Città
- Bruck an der Leitha
  - Bruck an der Leitha, Schloß Prugg, Wilfleinsdorf
- Fischamend
  - Fischamend Dorf, Fischamend Markt
- Hainburg an der Donau
- Mannersdorf am Leithagebirge
  - Mannersdorf am Leithagebirge, Wasenbruck
- Schwechat
  - Kledering, Mannswörth, Rannersdorf, Schwechat

### Comuni mercato
- Au am Leithaberge
- Bad Deutsch-Altenburg
- Enzersdorf an der Fischa
  - Enzersdorf an der Fischa, Margarethen am Moos, Unterwald
- Götzendorf an der Leitha
  - Götzendorf, Pischelsdorf
- Gramatneusiedl
- Himberg
  - Gutenhof, Himberg, Pellendorf, Velm
- Hof am Leithaberge
- Leopoldsdorf
  - Leopoldsdorf, Rustenfeld
- Petronell-Carnuntum
- Prellenkirchen
  - Deutsch-Haslau, Prellenkirchen, Schönabrunn, Wangheim
- Rohrau
  - Gerhaus, Hollern, Pachfurth, Rohrau
- Schwadorf
- Sommerein
- Trautmannsdorf an der Leitha
  - Gallbrunn, Sarasdorf, Stixneusiedl, Trautmannsdorf

### Comuni
- Berg
- Ebergassing
  - Ebergassing, Wienerherberg
- Göttlesbrunn-Arbesthal
  - Arbesthal, Göttlesbrunn
- Haslau-Maria Ellend
  - Haslau an der Donau, Maria Ellend
- Höflein
- Hundsheim
- Klein-Neusiedl
- Lanzendorf
  - Oberlanzendorf, Unterlanzendorf
- Maria Lanzendorf
- Moosbrunn
- Rauchenwarth
- Scharndorf
  - Regelsbrunn, Scharndorf, Wildungsmauer
- Wolfsthal
- Zwölfaxing